# Mário Centeno
Mário José Gomes (Mário) de Freitas Centeno (Olhão, 9 december 1966) is een Portugees econoom en politicus. Hij was minister van Financiën van Portugal en voorzitter van de Eurogroep.

## Biografie
Centeno is in 1990 in de economie afgestudeerd aan de universiteit van Lissabon. In 2000 begon Centeno bij de Banco de Portugal. Hij werkte daar tot 2004 als econoom. Bij de verkiezingen van 2015 was Centeno de economisch adviseur van de socialistische leider António Costa. Na de verkiezingen werd Centeno minister van Financiën. Hij nam ontslag als minister van Financiën per 15 juni 2020. 
In november 2017 stelde Centeno zich kandidaat als opvolger van Eurogroep-voorzitter Jeroen Dijsselbloem. Op 4 december 2017 werd hij door de ministers van Financiën gekozen tot voorzitter. Hij vervulde deze positie gedurende 2,5 jaar. Op 13 juli 2020 werd hij opgevolgd door Paschal Donohoe.
- Gemeinsame Normdatei: 171809963
- International Standard Name Identifier: 0000 0000 7729 7392
- Library of Congress Control Number: n2005036423
- ORCID: 0000-0001-8374-0482
- Parlement.com: vkkwkrbwv1ox
- Virtual International Authority File: 19088653